# Atacul caravanei

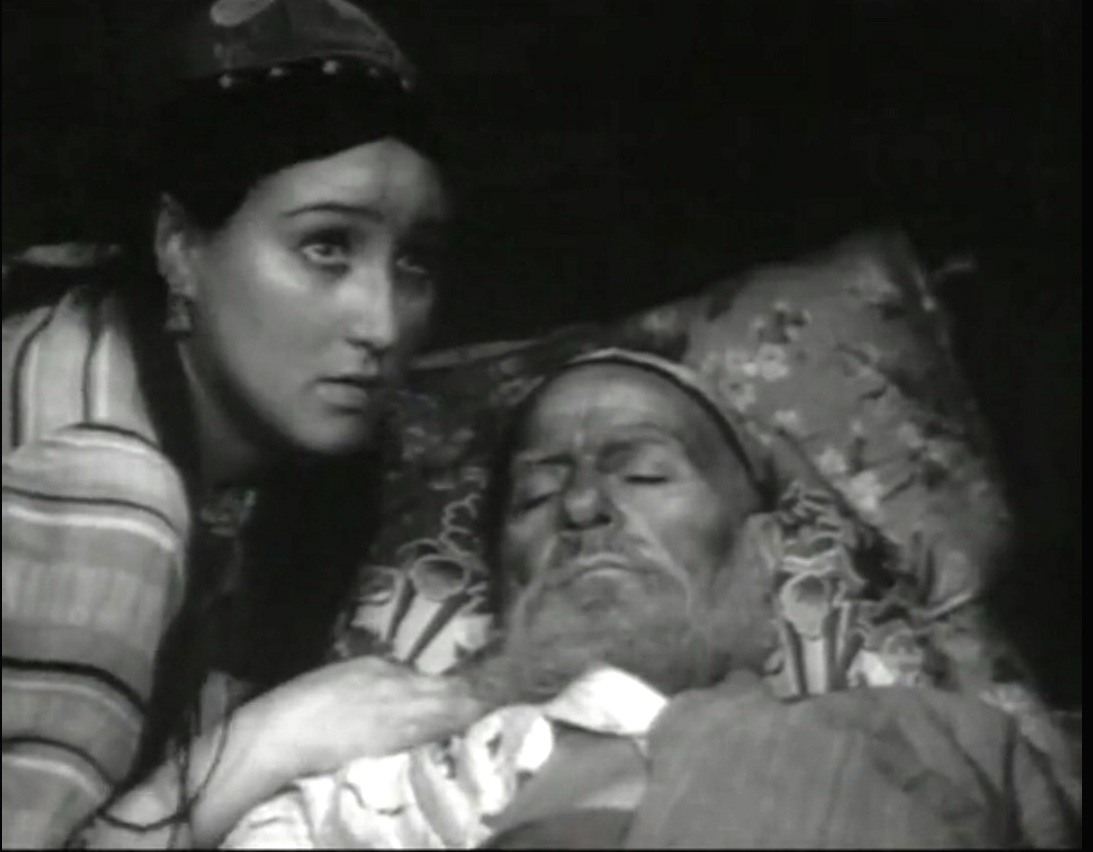
Secvență din film: Peri cu Șo-Murad

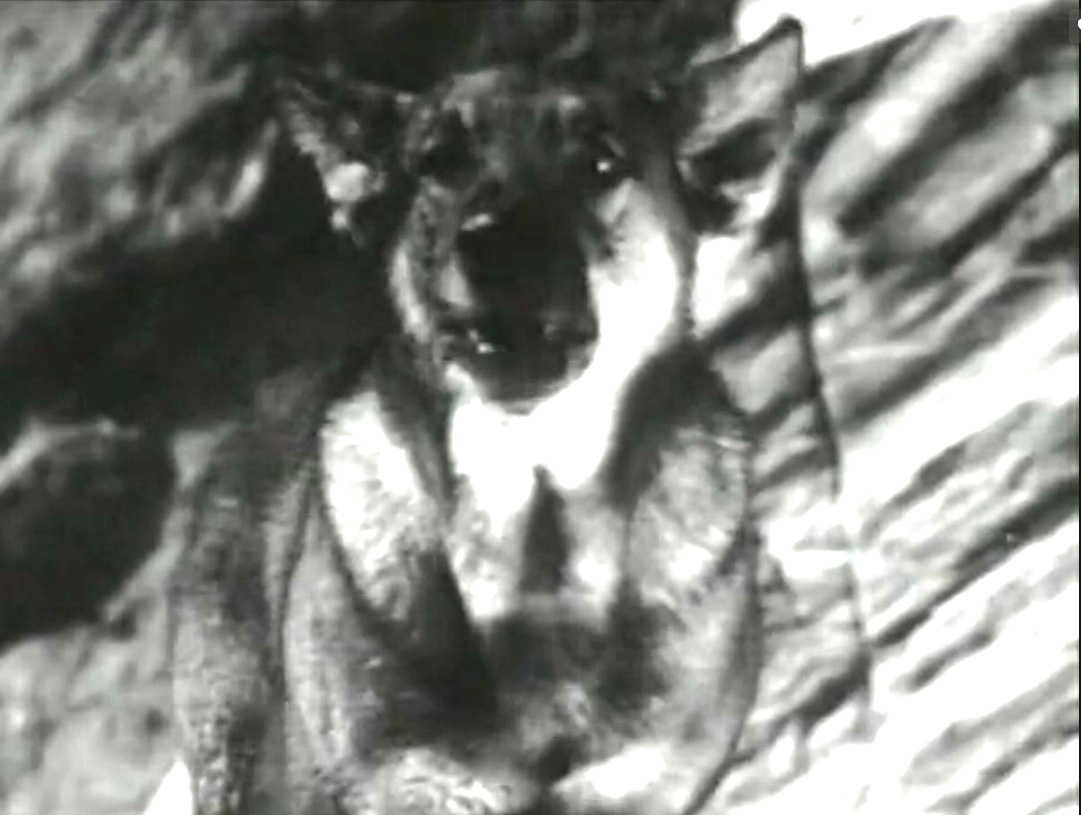
Secvență din film: Lux, personajul principal al filmului

Atacul caravanei (titlul original: în rusă Джульбарс, transliterat: Djulbars) este un film de aventuri sovietic, realizat în 1936 de regizorul Vladimir Șneiderov, pe baza scenariului scriitorului de origine armeană, Gabriel El-Registan (1899–1945). Protagoniști sunt actorii Nikolai P. Cerkasov, Natalia Ghițerot, Nikolai Makarenko și Andrei Fait.

## Conținut
Filmul relatează confruntarea miliției de frontieră și a câinelui lor credincios numit Djulbars, cu o bandă condusă de un fost contrabandist. Banda de basmaci atacă o caravană pașnică care străbate potecile spre satele lor de munte ducând marfă, iar bătrâna călăuză Șo-Murad (Nikolai P. Cherkasov) împreună cu nepoata sa Peri (Natalia Ghițerot) cât și conducătorii de cămile, ajung în captivitatea bandiților. Gărzile de frontieră împreună cu credinciosul Djulbars vor trebui să elibereze prizonierii și să-i neutralizeze pe bandiți.

## Distribuție
- Nikolai P. Cerkasov – Șo-Murad (ca N. P. Cercasov)
- Natalia Ghițerot – Peri (ca Natașa Ghițerot)
- Nikolai Makarenko – Tkacenko (N. Macarenco)
- Ivan Bobrov – Abdulla (ca I.V. Bobrov)
- Andrei Fait – Kerim (ca A. Fait)
- N. P. Teleșov – cerșetorul
- Emanuil Geller –
- în rolul lui Djulbars, ciobănescul german Lux

## Curiozități
Djulbars, (ru: Джульбарс) a fost și un câine din serviciul de căutare a minelor [în rusă минно-розыскной службы (МРС)], veteran al celui de-al Doilea Război Mondial.  Acesta a aparținut personal lui Dina Solomonovna Volkats, instructoare-chinologă din Harkov, soția comandantului echipei 37 OBR, Alexander Mazover.